# SSV Vingst 05
Der SSV Vingst 05 (offiziell: Sport- und Spielverein 1905 Köln e. V.) ist ein Sportverein aus dem Kölner Stadtteil Vingst. Die erste Fußballmannschaft spielte zwei Jahre in der seinerzeit erstklassigen Gauliga Köln-Aachen und nahm einmal am Tschammerpokal, dem Vorläufer des DFB-Pokals, teil.

## Geschichte
Am 19. November 1905 schlossen sich die „wilden“ Fußballvereine Borussia Vingst und Concordia Vingst zum Vingster Fußballclub 05 zusammen. Zehn Jahre später nahm der Verein seinen heutigen Namen an. Neben Fußball existiert heute eine Tennisabteilung. Durch ihre erfolgreiche Jugendarbeit schafften die Vingster 1926 den Aufstieg in die 1. Bezirksklasse Rhein, die seinerzeit höchste Spielklasse. Zwei Jahre später musste die Mannschaft nach einer Ligareform absteigen und kehrte 1930 in die Erstklassigkeit zurück. Mit der Einführung der Gauliga Mittelrhein im Jahr 1933 ging es für die Vingster wieder zurück in die zweithöchste Spielklasse.
Drei Jahre später qualifizierten sich die Vingster für den Tschammerpokal, bei dem sie sich in der ersten Runde im Wiederholungsspiel gegen den Kölner CfR durchsetzen konnten. In Runde zwei kam das Aus nach einem 1:11 bei Wormatia Worms. 1939 erreichte der SSV als Bezirksklassemeister erstmals die Aufstiegsrunde zur Gauliga. Gehandicapt durch eine Verletzung ihres Kapitäns Max Stollenwerk scheiterten die Vingster an der Spvgg Andernach und Westmark Trier. Drei Jahre später gelang schließlich der Aufstieg in die zwischenzeitlich gebildete Gauliga Köln-Aachen. Dort gelang der Mannschaft in der Aufstiegssaison ein 4:1-Sieg gegen Alemannia Aachen, allerdings verlor die Mannschaft beim VfL Köln 1899 mit 1:14. Bis zum Ende des Zweiten Weltkriegs blieb der SSV erstklassig.
Nach Kriegsende spielte der SSV ab 1947 in der Bezirksklasse. Drei Jahre später gelang der Aufstieg in die Landesliga, die seinerzeit höchste Amateurliga am Mittelrhein. Nach nur einem Jahr ging es 1951 wieder runter in die Bezirksklasse. Zwar gelang der direkte Wiederaufstieg, doch die Vingster mussten am Ende der Saison 1952/53 erneut nach nur einem Jahr wieder absteigen. Nach einer Vizemeisterschaft hinter Blau-Weiß Köln 1958 gelang im Jahre 1960 der Wiederaufstieg in die Landesliga, wo der SSV zwei Jahre später Dritter wurde. Nach einem vierten Platz 1970 folgte zwei Jahre später der Abstieg in die Bezirksklasse. Es war der erste von vier Abstiegen in Folge, die den SSV 1975 in die 2. Kreisklasse brachten.
Erst 1983 gelang der Aufstieg in die Kreisliga A, bevor 1999 der Aufstieg in die Bezirksliga gelang. Nach drei Jahren ging es wieder zurück in die Kreisliga A, ehe die Vingster 2008 wieder in die Bezirksliga aufsteigen konnten. Erneut hielt sich der SSV drei Jahre in der Bezirksliga, ehe es wieder in die Kreisliga A zurückging. In der Saison 2012/13 wurden die Vingster in die Kreisliga B durchgereicht und stiegen 2016 in die Kreisliga C ab.

## Persönlichkeiten
- Burak Kaplan